# Calamus hartmannii
Calamus hartmannii är en enhjärtbladig växtart som beskrevs av Odoardo Beccari. Calamus hartmannii ingår i släktet Calamus och familjen Arecaceae. Inga underarter finns listade i Catalogue of Life.